# Jef Last
Josephus Carel Franciscus (Jef) Last (n. 2 mai 1898 - d. 15 februarie 1972) a fost un scriitor neerlandez.
A fost adept al mișcării socialiste și a participat la Războiul civil din Spania.
Jef Last a fost un scriitor și om social plin de compasiune. El fiind catolic. Cu toate acestea, el a fost un membru foarte tânăr al SDAP și "AJC".  El nu a putut profesa aceste principii ca un manager asistent al Enka în Ede, în cele din urmă și-a dat demisia.

## Familia
El a fost căsătorit cu Ida ter Haar din 1923, mai târziu a devorțat și apoi s-au recăsătorit. Ei au avut trei fiice. Jef a fost bisexual. El a fost co-fondatorul Clubului de emancipare a homosexualilor Shakespeare, precursor al COC.
Ultimii ani din viață el si i-a petrecut în Spier Casa Rosa în Laren. După moarte, trupul său a fost pus la dispoziția științei.

## Opera
- 1926 - Bakboordslichten ("Lumini la babord", poezii)
- 1930 - Branding
- 1930 - Kameraden! (poezii)
- 1930 - Marianne
- 1932 - Liefde in de portieken
- 1932 - Verleden tijd (poezii)
- 1933 - Onder de koperen ploert
- 1933 - Partij remise
- 1933 - Twee werelden (poezii)
- 1933 - De vlucht van den opstandeling
- 1934 - Zuiderzee
- 1935 - Een huis zonder vensters
- 1935 - Voor de mast
- 1936 - Brieven uit Spanje
- 1936 - De bevrijde Eros. Een ketter in moorenland en andere gedichten ("Eros eliberat", poezii)
- 1936 - Een flirt met den duivel
- 1937 - Bloedkoraal (poezii)
- 1937 - In de loopgraven voor Madrid
- 1937 - De Spaansche tragedie ("Tragedie spaniolă")
- 1938 - De laatste waarheid
- 1939 - Kruisgang der jeugd (scrisă împreună cu Harry Wilde)
- 1939 - De vliegende Hollander
- 1940 - Kinderen van de middernachtzon
- 1940 - Onvoldoende voor de liefde
- 1941 - Van een jongen die een man werd deel I en II (scrisă în 1919, la acel timp nepublicate)
- 1941 - Elfstedentocht
- 1942 - Leeghwater maalt de meren leeg
- 1944 - Tau Kho Tau (poezii)
- 1945 - Een socialistische renaissance ("O renaștere socialistă")
- 1945 - Het eerste schip op de Newa ("Primul vapor de pe Neva")
- 1946 - Oog in oog (poezii)
- 1947 - Vingers van de linkerhand
- 1949 - In de zevende hemel
- 1950 - Schuim op de kust
- 1951 - De rode en de witte lotus
- 1955 - Bali in de kentering
- 1956 - Zo zag ik Indonesië
- 1957 - Een lotje uit de loterij
- 1959 - Lu Hsün. Dichter und Idol
- 1960 - Japan in kimono en overall
- 1960 - Tegen de draad (poezii)
- 1960 - Vloog een bloesem terug naar haar tak
- 1962 - De Spaanse tragedie ("Tragedie spaniolă")
- 1962 - Golven der Gele Rivier
- 1962 - De jeugd van Judas
- 1965 - China, land van de eeuwige omwenteling
- 1966 - De tweede dageraad van Japan
- 1966 - Mijn vriend André Gide ("Prietenul meu, André Gide")
- 1967 - Rinus van der Lubbe, doodstraf voor een provo (reemitere editată de Kruisgang der jeugd)
- 1968 - Strijd, handel en zeeroverij. De Hollandse tijd op Formosa
- 1970 - Vuurwerk achter de Chinese muur
- 1972 - Tjoebek in het tijgerbos (carte pentru copii)
- 1973 - De zeven Caramboles (scrisă cu pseodonimul Co Mantjens, a doua ediție fiind cu subtitlul: De postume pornoroman van Jef Last)

1. ↑  Autoritatea BnF, accesat în 10 octombrie 2015
2. 1 2  Czech National Authority Database, accesat în 1 martie 2022